# 吉丁斯
30°10′59″N 96°56′5″W / 30.18306°N 96.93472°W
吉丁斯（Giddings）是美国德克萨斯州李县的一座城市，它位于美国77号公路和290号公路的交叉口，奧斯汀以东88千米处。它是李县的县府。根据2000年的人口普查它共有5,105名居民。城市的格言是：“德州吉丁士：体验家乡的好客”。

## 历史
吉丁斯所在的地方部分是1821年被西班牙管领的德克萨斯授予斯蒂芬·奥斯丁的地区。
1871年铁路修到当地后吉丁斯建城。它的名字可能源于当地的一名同名的巨富。
最早的居民大多数是来自附近村镇的人。这些人大多数的祖先来自英国，但是也有许多的祖先来自德国，因此吉丁斯有一份德语报纸。
吉丁斯的街道宽阔，其两条主街宽30米，其它街道宽24米。市内的第一座教堂是1871年建立的。南北战争后周围农场中被释放的奴隶来到吉丁斯。1883年在一座教堂里开设了第一个黑人学生班，但是有50名学生。1887年第一座黑人公费学校建成。

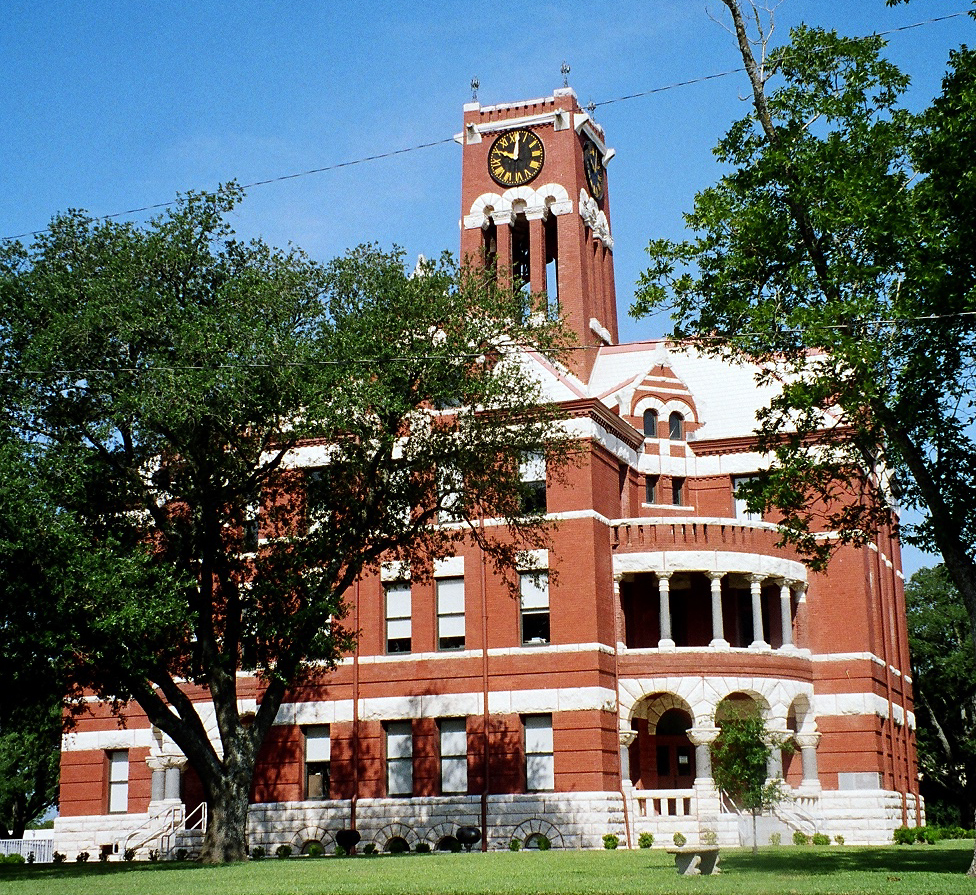
1899年建成的李县法院

1874年李县设立后吉丁斯成为其縣治。早期的企业包括杂货店、铁匠、理发店、出售马鞍和马具的商店以及一个油磨。1875年市内出现了第一座砖房。1878年建造了法院，1899年重建。1890年吉丁斯属于富饶的种植棉花的地区，当地有铁路连接、压榨棉籽的工厂、一座歌剧院、报纸等。当时市内的居民数估计委1000人左右。1890年第一国家银行在市内开办了分行。1913年吉丁斯正式被提升为市，1914年的人口数为2000人左右。
1980年代初吉丁斯地区开始钻油，市内当时有约300个石油公司，周边地区有许多油井，但是1980年代末石油工业几乎完全消失。1988年吉丁斯的人口数为5,178人。

## 地理
吉丁斯的地理位置为北纬30°10'59"，西经96°56'5"。
根据美国人口调查局的数据，吉丁斯的面积为13.4平方公里，其中13.3平方公里为陆地面积，0.1平方公里为水域面积（占总面积的0.58%）。

## 人口
根据2000年的人口普查数据吉丁斯有居民5,105人，分1,639户和1,125个家庭，人口密度为每平方公里382.7人。其中白人占65.99%、非裔美国人占13.26%、美洲土著人占0.51%、亚裔美国人占0.57%、其它人中占16.47%、混血儿占3.19%。西班牙裔和拉丁美洲裔的人占34.73%。
市内的1639个户中有38.1%有18岁以下的未成年人、52.8%是结婚夫妇、11.4%是带孩子的单身妇女、31.3%不是家庭、27.6%是单身汉、13.5%有65岁以上的老年人。平均每户2.74人，家庭的平均大小为3.39人。
市内的人口结构为31.3%在18岁以下、13.5%在18至24岁之间、24.7%在25至44岁之间、15.7%在45至64岁之间、14.9%在65岁以上。平均年龄为29岁。女子对男子的性别比为100：108.4。成年人的性别比为100：98.7。
每户平均年收入为31,046美元，家庭的平均年收入为37,115美元。男子的人均年收入为27,370美元，女子的平均年收入为21,706美元。人均年收入为14,768美元。约13.8%的家庭或15.3%的人口生活在贫困线以下，其中包括20.5%的未成年人和12.0%的老年人。

## 名人
- 希尔顿·史密斯，棒球运动员